# Wahlergebnisse in Ibbenbüren

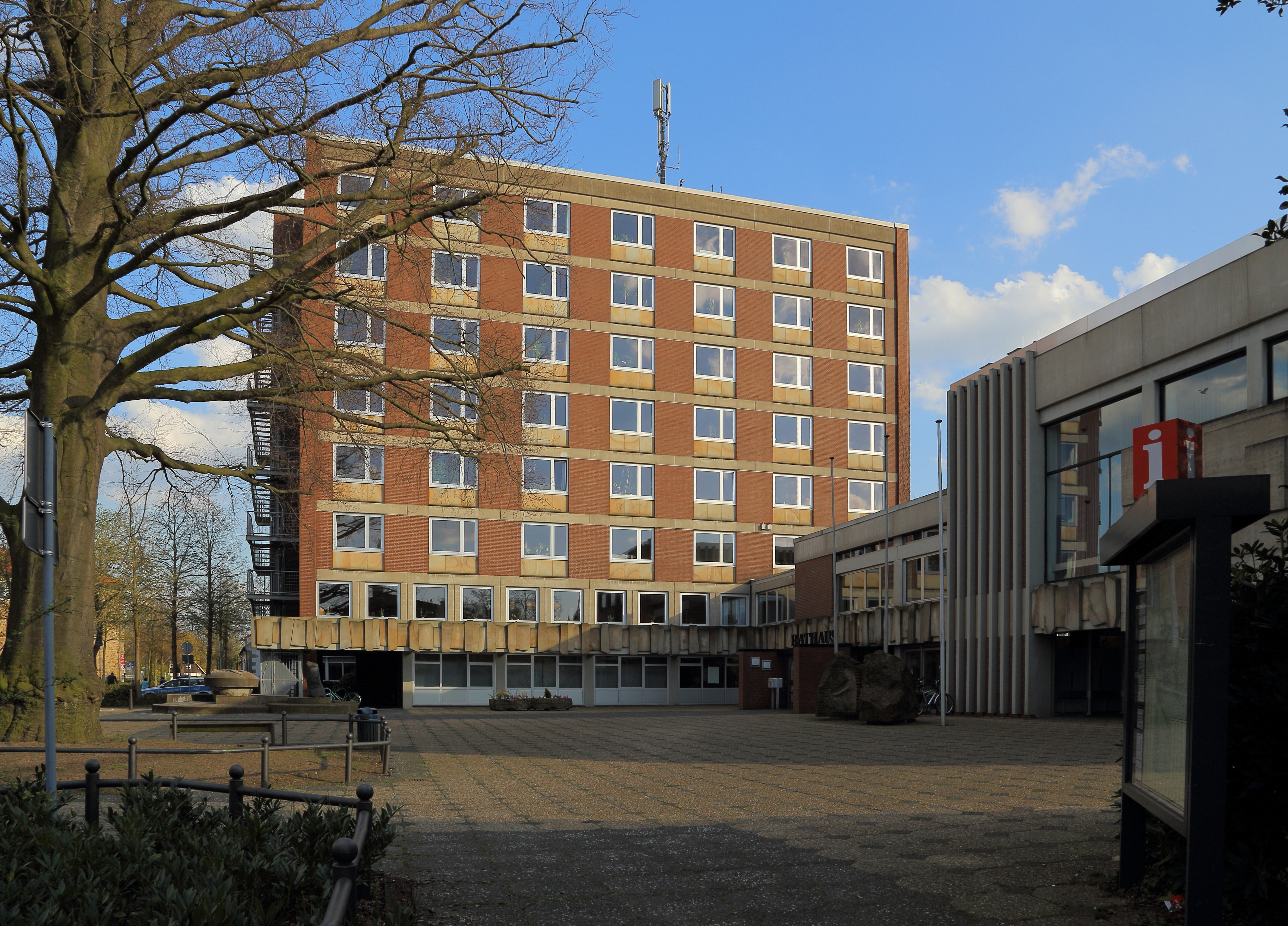
Rathaus der Stadt Ibbenbüren

In diesem Artikel befindet sich eine Auflistung der in der Stadt Ibbenbüren durchgeführten Wahlen und Bürgerentscheide. Berücksichtigt werden auch die Wahlergebnisse der ehemaligen Stadt Ibbenbüren (vor 1975) und der Landgemeinde Ibbenbüren.

## Ergebnisse der Kommunalwahlen in der Stadt Ibbenbüren von 1975 bis heute

### 2020

#### Bürgermeister
Am 13. September 2020 wurden bei der Kommunalwahl 2020 neben der Stadtratswahl auch die Wahl des Bürgermeisters in Ibbenbüren durchgeführt. Der amtierende Bürgermeister Marc Schrameyer (SPD) konnte sich gegen den parteilosen Kandidaten Jürgen Bernroth durchsetzen.
Der als Schulleiter tätige Bernroth wurde von der CDU, IFI und der FDP unterstützt. Die Linke gab keine Wahlempfehlung zur Bürgermeisterwahl ab.
| Kandidat        | Partei    | Stimmen | Anteil in % |
| --------------- | --------- | ------- | ----------- |
| Marc Schrameyer | SPD       | 14.186  | 61,1        |
| Jürgen Bernroth | parteilos | 9.044   | 38,9        |

Insgesamt nahmen von 42.124 Wahlberechtigten 23.434 Teil, was einer Wahlbeteiligung von 55,63 % entspricht.

#### Stadtrat
Bei den Kommunalwahlen in Nordrhein-Westfalen 2020 wurde der Stadtrat neu gewählt. Als Wahltermin war der 13. September 2020 bestimmt worden.
Die SPD wurde stärkste Fraktion im Stadtrat, verlor jedoch einen Sitz an die Grünen. Die CDU blieb mit einem Verlust von zwei Sitzen an die Grünen zweitstärkste Fraktion. Die FDP, Linke und IFI hielten ihr Sitze unverändert zur letzten Wahl in 2014. Die Wahlbeteiligung bei der Stadtratswahl lag bei 55,68 %
| Partei                          | Sitze | Stimmen        |
| ------------------------------- | ----- | -------------- |
| SPD                             | 17    | 8.950 (38,6 %) |
| CDU                             | 14    | 7.460 (32,2 %) |
| IFI (Initiative für Ibbenbüren) | 3     | 1.518 (6,6 %)  |
| Bündnis 90/Die Grünen           | 6     | 3.410 (14,7 %) |
| Die Linke                       | 2     | 827 (3,6 %)    |
| FDP                             | 2     | 1.022 (4,4 %)  |

- Linke: 2
- SPD: 17
- Grüne: 6
- IFI: 3
- CDU: 14
- FDP: 2

| Parteien und Wählergemeinschaften | Parteien und Wählergemeinschaften           | Prozent 2020 | Sitze 2020 | Prozent 2014 | Sitze 2014 |
| --------------------------------- | ------------------------------------------- | ------------ | ---------- | ------------ | ---------- |
| CDU                               | Christlich Demokratische Union Deutschlands | 32,2         | 14         | 35,1         | 16         |
| SPD                               | Sozialdemokratische Partei Deutschlands     | 38,6         | 17         | 41,6         | 18         |
| Grüne                             | Bündnis 90/Die Grünen                       | 14,7         | 6          | 7,0          | 3          |
| IFI                               | Initiative für Ibbenbüren                   | 6,6          | 3          | 7,9          | 3          |
| FDP                               | Freie Demokratische Partei                  | 4,4          | 2          | 3,7          | 2          |
| Linke                             | Die Linke                                   | 3,6          | 2          | 4,9          | 2          |

Nach der Kommunalwahl am 13. September 2020 ergab sich folgende Sitzverteilung:
| Rat der Stadt Ibbenbüren | Rat der Stadt Ibbenbüren | Rat der Stadt Ibbenbüren | Rat der Stadt Ibbenbüren | Rat der Stadt Ibbenbüren | Rat der Stadt Ibbenbüren | Rat der Stadt Ibbenbüren |        |
| ------------------------ | ------------------------ | ------------------------ | ------------------------ | ------------------------ | ------------------------ | ------------------------ | ------ |
| Fraktion                 | CDU                      | SPD                      | GRÜNE                    | FDP                      | Die Linke                | IFI                      | Gesamt |
| Sitze                    | 14                       | 17                       | 6                        | 2                        | 2                        | 3                        | 44     |

### 2015

#### Bürgermeisterwahl
Am 13. September 2015 wurden die Kommunalwahlen 2015 zur Wahl des Bürgermeisters in Ibbenbüren durchgeführt. Hintergrund war das Gesetz zur Stärkung der kommunalen Demokratie. Der bis dahin amtierende Bürgermeister Heinz Steingröver (SPD) trat nicht erneut an.
Zur Wahl standen Christian Moll (CDU), Marc Schrameyer (SPD) und Ernst Goldbeck (Die Linke).
| Kandidat        | Partei    | Stimmen | Anteil in % |
| --------------- | --------- | ------- | ----------- |
| Marc Schrameyer | SPD       | 9.818   | 52,1        |
| Christian Moll  | CDU       | 7.275   | 38,6        |
| Ernst Goldbeck  | Die Linke | 1.754   | 9,3         |

Insgesamt wurden 19.044 Stimmen abgegeben bei einer Wahlbeteiligung von 45,4 %.

### 2014

#### Stadtrat
Bei den Kommunalwahlen in Nordrhein-Westfalen 2014 wurde der Stadtrat neu gewählt. Als Wahltermin war der 25. Mai 2014 bestimmt worden.
Die SPD wurde stärkste Fraktion im Stadtrat und gewann von der IFI und der FDP jeweils einen Sitz im Stadtrat hinzu. Die übrigen Parteien behielten ihre Sitze in gleicher Stärke wie bei den Wahlen zum Stadtrat 2009. Aufgrund eines Erlasses des Kabinetts Rüttgers war in Ibbenbüren die Wahl des Bürgermeisters von der Wahl des Stadtrates 2014 abgekoppelt.
Die Wahl des Bürgermeisters wurde mit der Wahl des Landrates am 13. September 2015 durchgeführt. Ibbenbüren machte so nicht Gebrauch vom Gesetz zur Stärkung der kommunalen Demokratie, welches die Vorziehung der Wahlen auf die Wahl des Stadtrates möglich machte.
| Partei                          | Sitze | Stimmen        |
| ------------------------------- | ----- | -------------- |
| SPD                             | 18    | 9.161 (41,6 %) |
| CDU                             | 16    | 7.729 (35,1 %) |
| IFI (Initiative für Ibbenbüren) | 3     | 1.734 (7,9 %)  |
| Bündnis 90/Die Grünen           | 3     | 1.535 (7,0 %)  |
| Die Linke                       | 2     | 1.075 (4,9 %)  |
| FDP                             | 2     | 816 (3,7 %)    |

- Linke: 2
- SPD: 18
- Grüne: 3
- IFI: 3
- CDU: 16
- FDP: 2

| Parteien und Wählergemeinschaften | Parteien und Wählergemeinschaften           | Prozent 2014 | Sitze 2014 | Prozent 2009 | Sitze 2009 |
| --------------------------------- | ------------------------------------------- | ------------ | ---------- | ------------ | ---------- |
| CDU                               | Christlich Demokratische Union Deutschlands | 35,1         | 16         | 36,2         | 2          |
| SPD                               | Sozialdemokratische Partei Deutschlands     | 41,6         | 18         | 37,7         | 16         |
| Grüne                             | Bündnis 90/Die Grünen                       | 7,0          | 3          | 7,7          | 3          |
| IFI                               | Initiative für Ibbenbüren                   | 7,9          | 3          | 8,1          | 4          |
| FDP                               | Freie Demokratische Partei                  | 3,7          | 2          | 6,6          | 3          |
| Linke                             | Die Linke                                   | 4,9          | 2          | 3,7          | 2          |

Nach der Kommunalwahl am 25. Mai 2014 ergab sich folgende Sitzverteilung:
| Rat der Stadt Ibbenbüren | Rat der Stadt Ibbenbüren | Rat der Stadt Ibbenbüren | Rat der Stadt Ibbenbüren | Rat der Stadt Ibbenbüren | Rat der Stadt Ibbenbüren | Rat der Stadt Ibbenbüren |        |
| ------------------------ | ------------------------ | ------------------------ | ------------------------ | ------------------------ | ------------------------ | ------------------------ | ------ |
| Fraktion                 | CDU                      | SPD                      | GRÜNE                    | FDP                      | Die Linke                | IFI                      | Gesamt |
| Sitze                    | 16                       | 18                       | 3                        | 2                        | 2                        | 3                        | 44     |

### 2009
Bei der Kommunalwahl in Nordrhein-Westfalen 2009, die am 30. August 2009 stattfand, wurden der Stadtrat und der Bürgermeister neu gewählt.

#### Bürgermeister
Der seit den letzten Bürgermeisterwahlen (2004) amtierende Bürgermeister Heinz Steingröver (SPD) trat gegen den Herausforderer Ulrich Remke (CDU) an.
Mit 53,2 % wurde der amtierende Bürgermeister Heinz Steingröver (SPD) erneut gewählt. Nach der folgenden Amtsperiode schied Heinz Steingröver 2015 aus dem Amt aus. Er verstarb nach kurzer Zeit im Ruhestand am 30. November 2015.
Der aus dem Ortsteil Püsselbüren stammende Herausforderer Ulrich Remke (CDU) ist der Sohn des ehemaligen Ibbenbürener Bürgermeisters Albert Remke.
| Kandidat          | Partei | Stimmen | Anteil in % |
| ----------------- | ------ | ------- | ----------- |
| Heinz Steingröver | SPD    | 12.266  | 53,2        |
| Ulrich Remke      | CDU    | 10.803  | 46,8        |

#### Stadtrat
Erstmals traten bei der Kommunalwahl in Ibbenbüren die Unabhängige Wählergemeinschaft Initiative für Ibbenbüren (UWG IFI) und die Partei Die Linke an. Beide waren bereits im Stadtrat vertreten, da in der vorangegangenen Wahlperiode Abgeordnete die SPD zur IFI (2 Mandate) und Linken (1 Mandat) verlassen hatten. Durch das Ergebnis wurde die SPD, wenn auch mit Verlusten, wieder stärkste Fraktion im Rat. Die CDU wurde mit Stimmenverlusten zweitstärkste Fraktion.
Aufgrund dieser Abspalter aus der SPD-Fraktion im Stadtrat waren sowohl die IFI als auch die Linke schon vor der Wahl 2009 im Stadtrat vertreten.
| Partei                          | Sitze | Stimmen        |
| ------------------------------- | ----- | -------------- |
| SPD                             | 16    | 8.723 (37,7 %) |
| CDU                             | 16    | 8.395 (36,3 %) |
| IFI (Initiative für Ibbenbüren) | 4     | 1.882 (8,1 %)  |
| Bündnis 90/Die Grünen           | 3     | 1.522 (6,6 %)  |
| Die Linke                       | 2     | 853 (3,7 %)    |
| FDP                             | 3     | 1.774 (7,7 %)  |

- Linke: 2
- SPD: 16
- Grüne: 3
- IFI: 4
- CDU: 16
- FDP: 3

| Parteien und Wählergemeinschaften | Parteien und Wählergemeinschaften           | Prozent 2009 | Sitze 2009 | Prozent 2004 | Sitze 2004 |
| --------------------------------- | ------------------------------------------- | ------------ | ---------- | ------------ | ---------- |
| CDU                               | Christlich Demokratische Union Deutschlands | 36,2         | 16         | 41,8         | 18         |
| SPD                               | Sozialdemokratische Partei Deutschlands     | 37,7         | 16         | 43,3         | 19         |
| Grüne                             | Bündnis 90/Die Grünen                       | 7,7          | 3          | 8,3          | 4          |
| IFI                               | Initiative für Ibbenbüren                   | 8,1          | 4          | 0            | 0          |
| FDP                               | Freie Demokratische Partei                  | 6,6          | 3          | 6,6          | 3          |
| Linke                             | Die Linke                                   | 3,7          | 2          | 0            | 0          |

Nach der Kommunalwahl am 30. August 2009 ergab sich folgende Sitzverteilung:
| Rat der Stadt Ibbenbüren | Rat der Stadt Ibbenbüren | Rat der Stadt Ibbenbüren | Rat der Stadt Ibbenbüren | Rat der Stadt Ibbenbüren | Rat der Stadt Ibbenbüren | Rat der Stadt Ibbenbüren |        |
| ------------------------ | ------------------------ | ------------------------ | ------------------------ | ------------------------ | ------------------------ | ------------------------ | ------ |
| Fraktion                 | CDU                      | SPD                      | GRÜNE                    | FDP                      | Die Linke                | IFI                      | Gesamt |
| Sitze                    | 16                       | 16                       | 3                        | 3                        | 2                        | 4                        | 44     |

### 2004
Bei den Kommunalwahlen in Nordrhein-Westfalen 2004, welche am 26. September stattfanden, wurde in Ibbenbüren der Stadtrat und der Bürgermeister gewählt. Da keiner der Bürgermeisterkandidaten eine absolute Mehrheit der Stimmen auf sich vereinigen konnte, wurde am 11. Oktober 2004 eine Stichwahl durchgeführt. Außerdem fand am 4. Juli 2004 ein Bürgerentscheid zur Privatisierung der Müllabfuhr statt.

#### Bürgermeister
Der amtierende Bürgermeister Otto Lohmann (parteilos, von CDU aufgestellt) trat gegen die Herausforderer Heinz Steingröver (SPD), Herbert Overberg (Grüne) und Hans-Jürgen Streich (FDP) an.
Da die Wahl zwischen den Kandidaten Otto Lohmann (parteiloser Kandidat der CDU) und Heinz Steingröver (SPD) nur mit wenigen Stimmen unterschied ausging, musste eine Stichwahl am 11. Oktober 2004 die Entscheidung herbeiführen.
| Kandidat            | Partei    | Stimmen | Anteil in % |
| ------------------- | --------- | ------- | ----------- |
| Otto Lohmann        | parteilos | 10.065  | 45,2        |
| Heinz Steingröver   | SPD       | 10.025  | 45,0        |
| Herbert Overberg    | Grüne     | 1.114   | 5,0         |
| Hans-Jürgen Streich | FDP       | 1.056   | 4,7         |

##### Stichwahl
Am 11. Oktober wurde zwischen dem amtierenden Bürgermeister Otto Lohmann (parteilos), jedoch unterstützt von der CDU und Heinz Steingröver (SPD) eine Stichwahl durchgeführt. Diese Stichwahl entschied der Herausforderer Heinz Steingröver (SPD) für sich, so dass nach der Wahl der hauptamtliche Bürgermeister der Stadt von der SPD gestellt wurde.
Heinz Steingröver war vor der Wahl zum Bürgermeister Rektor des Johannes-Kepler-Gymnasium Ibbenbüren.
| Kandidat          | Partei    | Stimmen | Anteil in % |
| ----------------- | --------- | ------- | ----------- |
| Otto Lohmann      | parteilos | 9.628   | 47,3        |
| Heinz Steingröver | SPD       | 10.738  | 52,7        |

Wahlbeteiligung 51,9 %.

#### Stadtrat
Nach der Stadtratswahl 2004 wurde die SPD wieder die stärkste Fraktion im Stadtrat. Jedoch verließen später zwei Mitglieder die Partei und gründeten am 24. Oktober 2008 mit weiteren Bürgern die Unabhängige Wählergemeinschaft Initiative für Ibbenbüren (UWG IFI).
Sie ist seither im Stadtrat vertreten.
Auch der Abgeordnete Ernst Goldbeck trat aus der SPD aus, so dass die SPD-Fraktion im Stadtrat von 19 auf 16 Sitze schrumpfte. Nach kurzer Zeit als fraktionsloser Abgeordneter trat er zu den Linken über und begründete so die Fraktion der Linken im Ibbenbürener Stadtrat.
Den Rest der Amtsperiode war die CDU die stärkste im Stadtrat vertretene Fraktion. Auch aus der CDU verließ ein Abgeordneter zeitweise die Fraktion, kehrte jedoch später wieder in die CDU-Fraktion zurück.
| Partei                | Sitze | Stimmen        |
| --------------------- | ----- | -------------- |
| SPD                   | 19    | 9.636 (43,3 %) |
| CDU                   | 18    | 9.306 (41,8 %) |
| Bündnis 90/Die Grünen | 4     | 1.859 (8,4 %)  |
| FDP                   | 3     | 1.470 (6,6 %)  |

- SPD: 19
- Grüne: 4
- CDU: 18
- FDP: 3

| Parteien und Wählergemeinschaften | Parteien und Wählergemeinschaften           | Prozent 2004 | Sitze 2004 | Prozent 1999 | Sitze 1999 |
| --------------------------------- | ------------------------------------------- | ------------ | ---------- | ------------ | ---------- |
| CDU                               | Christlich Demokratische Union Deutschlands | 41,8         | 18         | 48,6         | 22         |
| SPD                               | Sozialdemokratische Partei Deutschlands     | 43,3         | 19         | 41,2         | 18         |
| Grüne                             | Bündnis 90/Die Grünen                       | 8,3          | 4          | 5,1          | 2          |
| FDP                               | Freie Demokratische Partei                  | 6,6          | 3          | 5,0          | 2          |

Nach der Kommunalwahl am 26. September 2004 ergab sich folgende Sitzverteilung:
| Rat der Stadt Ibbenbüren | Rat der Stadt Ibbenbüren | Rat der Stadt Ibbenbüren | Rat der Stadt Ibbenbüren | Rat der Stadt Ibbenbüren |        |
| ------------------------ | ------------------------ | ------------------------ | ------------------------ | ------------------------ | ------ |
| Fraktion                 | CDU                      | SPD                      | GRÜNE                    | FDP                      | Gesamt |
| Sitze                    | 18                       | 19                       | 4                        | 3                        | 44     |

Nach der Abspaltung der IFI und der Linken von der SPD-Fraktion im Stadtrat änderte sich ab Herbst 2008 die Zusammensetzung des Stadtrates auf die folgende Sitzverteilung:
| Rat der Stadt Ibbenbüren | Rat der Stadt Ibbenbüren | Rat der Stadt Ibbenbüren | Rat der Stadt Ibbenbüren | Rat der Stadt Ibbenbüren | Rat der Stadt Ibbenbüren | Rat der Stadt Ibbenbüren |        |
| ------------------------ | ------------------------ | ------------------------ | ------------------------ | ------------------------ | ------------------------ | ------------------------ | ------ |
| Fraktion                 | CDU                      | SPD                      | GRÜNE                    | FDP                      | IFI                      | Die Linke                | Gesamt |
| Sitze                    | 18                       | 16                       | 4                        | 3                        | 2                        | 1                        | 44     |

#### Bürgerentscheid Müllabfuhr
Am 4. Juli 2004 wurde in der Stadt Ibbenbüren ein Bürgerentscheid zur Privatisierung der Müllabfuhr durchgeführt.
Der amtierende Bürgermeister und die CDU-Fraktion sowie FDP-Fraktion wollten die in Hand der Stadt befindliche Müllabfuhr an ein privates Unternehmen abtreten.
Die SPD-Fraktion sowie die Grünen wollten den Betrieb in städtischer Hand behalten. Zudem engagierten sich Bürger gegen die Privatisierung.
Mit großer Mehrheit wurde für eine städtische Müllabfuhr gestimmt.
|                    | Für eine Privatisierung | Für eine städtische Müllabfuhr |
| ------------------ | ----------------------- | ------------------------------ |
| Anzahl der Stimmen | 3.494                   | 12.803                         |
| Anteil             | 21,4 %                  | 78,6 %                         |

Die Wahlbeteiligung betrug 41,4 %, das nötige Quorum von 8.000 Stimmen wurde weit überschritten. 18 Stimmen waren Ungültig.

### 1999
Bei den Kommunalwahlen in Nordrhein-Westfalen am 12. September 1999 wurde in Ibbenbüren der Stadtrat und der hauptamtlicher Bürgermeister gewählt.

#### Bürgermeister
Erstmals wurde der Bürgermeister der Stadt direkt von den Bürgern gewählt. Vorher wurde er durch den Stadtrat gewählt, weshalb der Stadtrat ab 1999 einen Sitz weniger umfasste, so dass eine ungerade Anzahl von Stadtratsmitgliedern besteht.
Der bisher amtierende Bürgermeister Ewald Bolsmann trat gegen die Herausforderer Otto Lohmann (parteilos, von CDU aufgestellt), Marlene Klatt (Grüne) und Hans-Jürgen Streich (FDP) an.
Mit 50,3 % wurde Otto Lohmann zum neuen hauptamtlicher Bürgermeister der Stadt Ibbenbüren gewählt. Der aus Mettingen stammende Otto Lohmann war vor und nach seiner Amtszeit als Bürgermeister von Ibbenbüren (1999–2004) Unternehmensberater. Nach seiner Amtszeit trat er in die CDU ein und war einige Jahre dort aktiv. Später wechselte er nach Mettingen zur Mettinger Wählergemeinschaft (MWG).
| Kandidat            | Partei    | Stimmen | Anteil in % |
| ------------------- | --------- | ------- | ----------- |
| Otto Lohmann        | parteilos | 10.593  | 50,3        |
| Ewald Bolsmann      | SPD       | 8.670   | 41.2        |
| Marlene Klatt       | Grüne     | 882     | 4,2         |
| Hans-Jürgen Streich | FDP       | 902     | 4,3         |

#### Stadtrat
Im Stadtrat wurde die CDU erstmals seit 1984 wieder die stärkste Kraft im Stadtrat und verfügte über 22 Sitze zusammen mit der Bürgermeisterstimme über die absolute Mehrheit von 23 Stimmen im Stadtrat.
Die SPD und Grünen mussten stärkere Verluste an Wählern verkraften. Die FDP zog nach der Wahlschlappe 1994, bei der sie den Einzug ins Stadtparlament verpasste, wieder mit 2 Sitzen ein.
Erstmals wurde der Bürgermeister der Stadt direkt von den Wählern gewählt. Bislang wurde der Bürgermeister von den Mitgliedern des Stadtrates gewählt. Durch dieses neue Verfahren enthält der Stadtrat einen Sitz weniger der an den Bürgermeister geht.
Stimmenverteilung auf die Parteien
| Partei                | Sitze | Stimmen         |
| --------------------- | ----- | --------------- |
| SPD                   | 18    | 8.637 (41,2 %)  |
| CDU                   | 22    | 10.183 (48,6 %) |
| Bündnis 90/Die Grünen | 2     | 1.074 (5,1 %)   |
| FDP                   | 2     | 1.053 (5,0 %)   |

- SPD: 18
- Grüne: 2
- CDU: 22
- FDP: 2

Gewinne/Verluste im Vergleich
| Parteien und Wählergemeinschaften | Parteien und Wählergemeinschaften           | Prozent 1999 | Sitze 1999 | Prozent 1994 | Sitze 1994 |
| --------------------------------- | ------------------------------------------- | ------------ | ---------- | ------------ | ---------- |
| CDU                               | Christlich Demokratische Union Deutschlands | 48,6         | 22         | 38,6         | 18         |
| SPD                               | Sozialdemokratische Partei Deutschlands     | 41,2         | 18         | 49,8         | 24         |
| Grüne                             | Bündnis 90/Die Grünen                       | 5,1          | 2          | 8,0          | 3          |
| FDP                               | Freie Demokratische Partei                  | 5,0          | 2          | 3,6          | 0          |

Nach der Kommunalwahl am 12. September 1999 ergab sich folgende Sitzverteilung:
| Rat der Stadt Ibbenbüren | Rat der Stadt Ibbenbüren | Rat der Stadt Ibbenbüren | Rat der Stadt Ibbenbüren | Rat der Stadt Ibbenbüren |        |
| ------------------------ | ------------------------ | ------------------------ | ------------------------ | ------------------------ | ------ |
| Fraktion                 | CDU                      | SPD                      | GRÜNE                    | FDP                      | Gesamt |
| Sitze                    | 22                       | 18                       | 2                        | 2                        | 44     |

### 1996

#### Bürgermeisterwahl durch den Stadtrat
Am 14. November 1996 wurde Ewald Bolsmann (SPD) zum ersten hauptamtlichen Bürgermeister der Stadt Ibbenbüren gewählt. Er trat die Stelle zum 4. Dezember desselben Jahres an. Mit dem Ausscheiden des Stadtdirektors Hans Jacobi zum 30. November 1996 entfiel für Ibbenbüren der Posten des Stadtdirektors. Kommissarisch wurde vom 1. Dezember bis zum Amtsantritt am 4. Dezember das Amt durch Volker Strothmann ausgeübt.
Bei der Wahl am 14. November stimmten alle anwesenden SPD-Mitglieder (23 Stimmen) für Bolsmann, alle CDU-Mitglieder (17 Stimmen) dagegen.

### 1994

#### Stadtrat
Am 16. Oktober 1994 wurde bei der Kommunalwahl Nordrhein-Westfalen ein neuer Stadtrat in Ibbenbüren gewählt. Die SPD blieb trotz leichter Zugewinne auf Kosten der FDP stärkste Kraft.
Die FDP wiederum verpasste aufgrund der damals noch in der Kommunalwahl geltenden 5%-Hürde den Wiedereinzug in das Stadtparlament.
Stimmenverteilung auf die Parteien
| Partei                | Sitze | Anteil der Stimmen |
| --------------------- | ----- | ------------------ |
| SPD                   | 24    | 49,8 %             |
| CDU                   | 22    | 38,6 %             |
| Bündnis 90/Die Grünen | 2     | 8,0 %              |
| FDP                   | 2     | 3,6 %              |

- SPD: 24
- Grüne: 3
- CDU: 18
- FDP: 0

Gewinne/Verluste im Vergleich
| Parteien und Wählergemeinschaften | Parteien und Wählergemeinschaften           | Prozent 1994 | Sitze 1994 | Prozent 1989 | Sitze 1989 |
| --------------------------------- | ------------------------------------------- | ------------ | ---------- | ------------ | ---------- |
| CDU                               | Christlich Demokratische Union Deutschlands | 38,6         | 18         | 36,2         | 17         |
| SPD                               | Sozialdemokratische Partei Deutschlands     | 49,8         | 24         | 50,4         | 23         |
| Grüne                             | Bündnis 90/Die Grünen                       | 8,0          | 3          | 7,6          | 3          |
| FDP                               | Freie Demokratische Partei                  | 3,6          | 0          | 5,7          | 2          |

Nach der Kommunalwahl am 16. Oktober 1994 ergab sich folgende Sitzverteilung:
| Rat der Stadt Ibbenbüren | Rat der Stadt Ibbenbüren | Rat der Stadt Ibbenbüren | Rat der Stadt Ibbenbüren |        |
| ------------------------ | ------------------------ | ------------------------ | ------------------------ | ------ |
| Fraktion                 | CDU                      | SPD                      | GRÜNE                    | Gesamt |
| Sitze                    | 24                       | 18                       | 3                        | 45     |

#### Bürgermeisterwahl durch den Stadtrat
Am 3. November wurde vom neu gewählten Stadtrat der Bürgermeister gewählt. Als Kandidaten traten an der amtierende Bürgermeister Ewald Bolsmann (SPD) und die Herausforderin Giesela Köster (CDU).
Mit 24 zu 16 Stimmen wurde Ewald Bolsmann als alter und neuer Bürgermeister bestätigt. Giesela Köster wurde erste Stellvertreterin.

## Kreistagswahlen

### Landratswahl 2015
Am 13. September 2015 wurde im Kreis Steinfurt ein neuer Landrat gewählt. Zur Wahl standen die Kandidaten Klaus Effing (CDU), Stefan Giebel (SPD) und Hermann Stübbe (Grüne). Der bisherige Amtsinhaber Thomas Kubendorff (CDU) trat nicht wieder an. In Ibbenbüren lag die Wahlbeteiligung bei 45,3 %, es gaben hier 19.047 Personen ihre Stimme ab. Kreisweit betrug die Wahlbeteiligung 41,5 %.
| Kandidat       | Partei | Stimmen in Ibbenbüren | Anteil in % (Ibbenbüren) | Anteil in % (Kreis Steinfurt) |
| -------------- | ------ | --------------------- | ------------------------ | ----------------------------- |
| Klaus Effing   | CDU    | 9.243                 | 49,2                     | 57,7                          |
| Stefan Giebel  | SPD    | 7.440                 | 39,6                     | 30,1                          |
| Hermann Stübbe | Grüne  | 2.091                 | 11,1                     | 12,1                          |

## Europawahl

### 2019
Die Europawahl fand am 26. Mai 2019 statt. Wahlberechtigt waren 39.994 Personen. Die Wahlbeteiligung betrug 62,89 %.